# Hamburg-St. Pauli

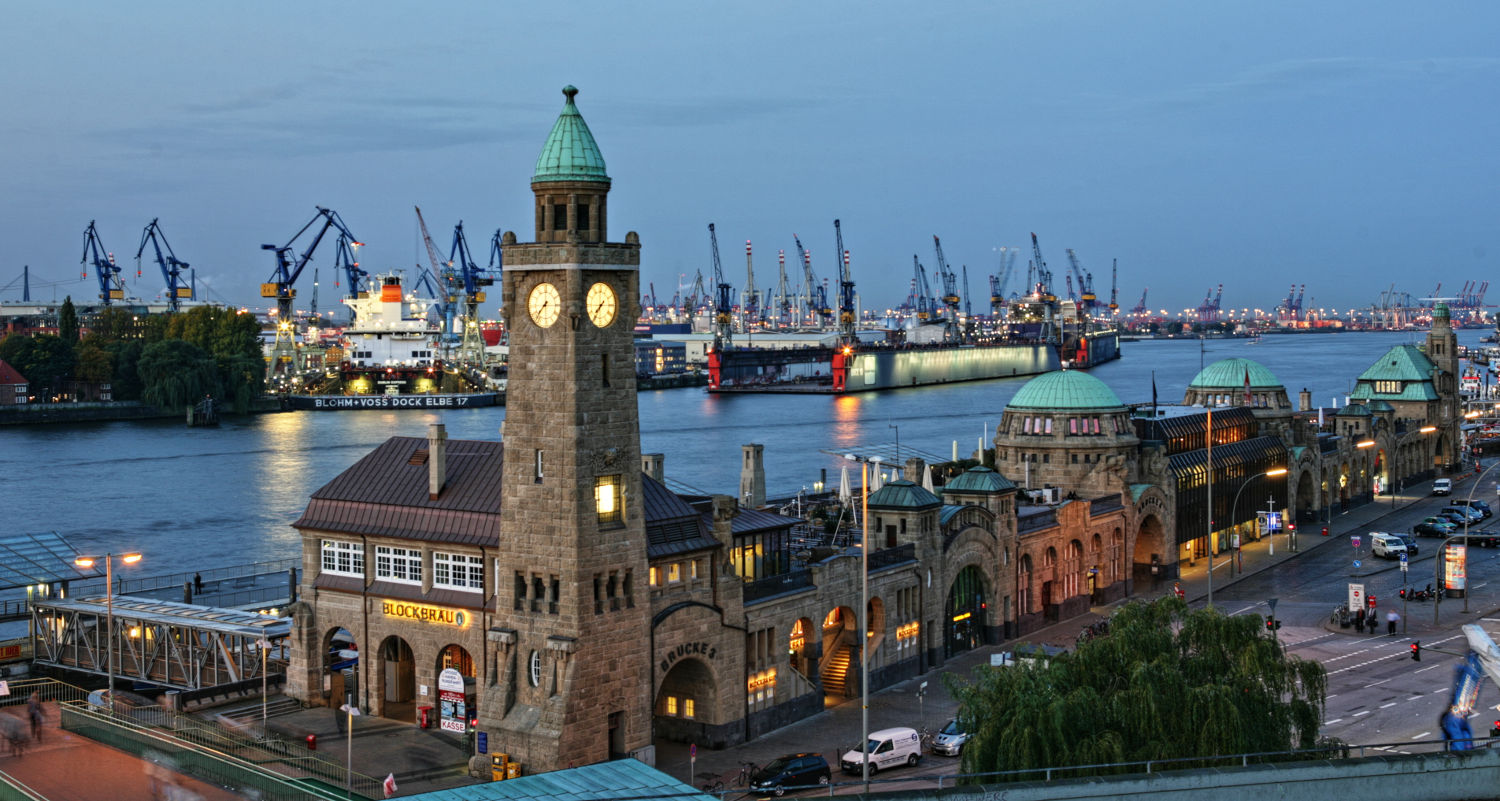
Landungsbrücken

St. Pauli (Sankt Pauli) är en stadsdel i Hamburg med ungefär 26 500 invånare. Mest kända är nöjeskvarteren runt Reeperbahn som har många nattklubbar, teatrar, barer, kasinon samt sexbutiker och gaybarer. Här finns även prostitutionsgatan Herbertstrasse, fotbollsklubben FC St. Pauli och Hamburg Museum. Ett av Europas största fetischvaruhus, Boutique Bizarre, finns i detta område. I hamnen i St. Pauli ligger Landungsbrücken, en av Hamburgs mest kända platser; härifrån utgår flera färjor och båtar. Alternativa kvarter återfinns i Karolinenviertel och i dess närhet finns Hamburg Messe.

## Historia
St. Pauli byggdes i början av 1600-talet på ett område som då låg utanför Hamburgs stadsmur. Området låg i närheten av den då danska staden Altona. Området utgjorde förort till Hamburg och döptes till "Hamburger Berg". Namnet Hamburger Berg kom från en kulle som planerades byggas av Hamburg i försvarsändamål.
Området tilläts bebyggas och så småningom flyttades affärsverksamhet till området. Initialt fick verksamheter som, på grund av lukt eller oljud, var oönskade både i Hamburg och Altona. Även repslagare ("Reeper" på lågtyska) flyttade till området på grund av platsbrist inne i Hamburg. Detta gav den berömda gatan Reeperbahn sitt namn.
I slutet av 1600-talet, då människor officiellt tilläts bo i Hamburger Berg flyttade staden Hamburg ut exempelvis sjukhus och tukthus dit. Senare tog området namnet S:t Pauli efter kyrkan som fortfarande finns i området.

## Beatles-Platz
I 1960-talets Hamburg var många barer och musikställen längs gatorna Reeperbahn och Grosse Freiheit en språngbräda till stjärnstatus för både tyska och internationella musiker. 1962 gjorde Beatles flera spelningar här på klubbar såsom Indra och Star-Club. Sponsrad av allmänheten och staden Hamburg byggdes Beatles-Platz 2008 för att fira Hamburgs roll i Beatles historia.

## Karolinenviertel
Karolinenviertel (förkortat Karoviertel) står i bländande kontrast till de moderna hangarerna i det angränsande mässcentret Messehallen. Med sina smala gator kantade av hippa butiker, kaféer och barer påminner kvarteret mycket mer om det närliggande Schanzenviertel. I själva verket är det bara det tidigare slakteriet som skiljer de två kvarteren åt. I söder gränsar Karoviertel till Heiligengeistfeld-torget med Hamburg Dom, fotbollsstadion St. Pauli och parken Planten un Blomen. Kvarteren ligger med huvudgatan Marktstrasse mellan U-Bahn Feldstrasse där Eventhuset Bunker St. Pauli ligger och U-Bahn Messehallen.

## Kommunikationer
Stadsdelen trafikeras av tunnelbana till Landungsbrücken, St Pauli, Feldstrasse och Messehallen. Pendeltåg trafikerar Landungsbrücken och Reeperbahn station.

## Bilder

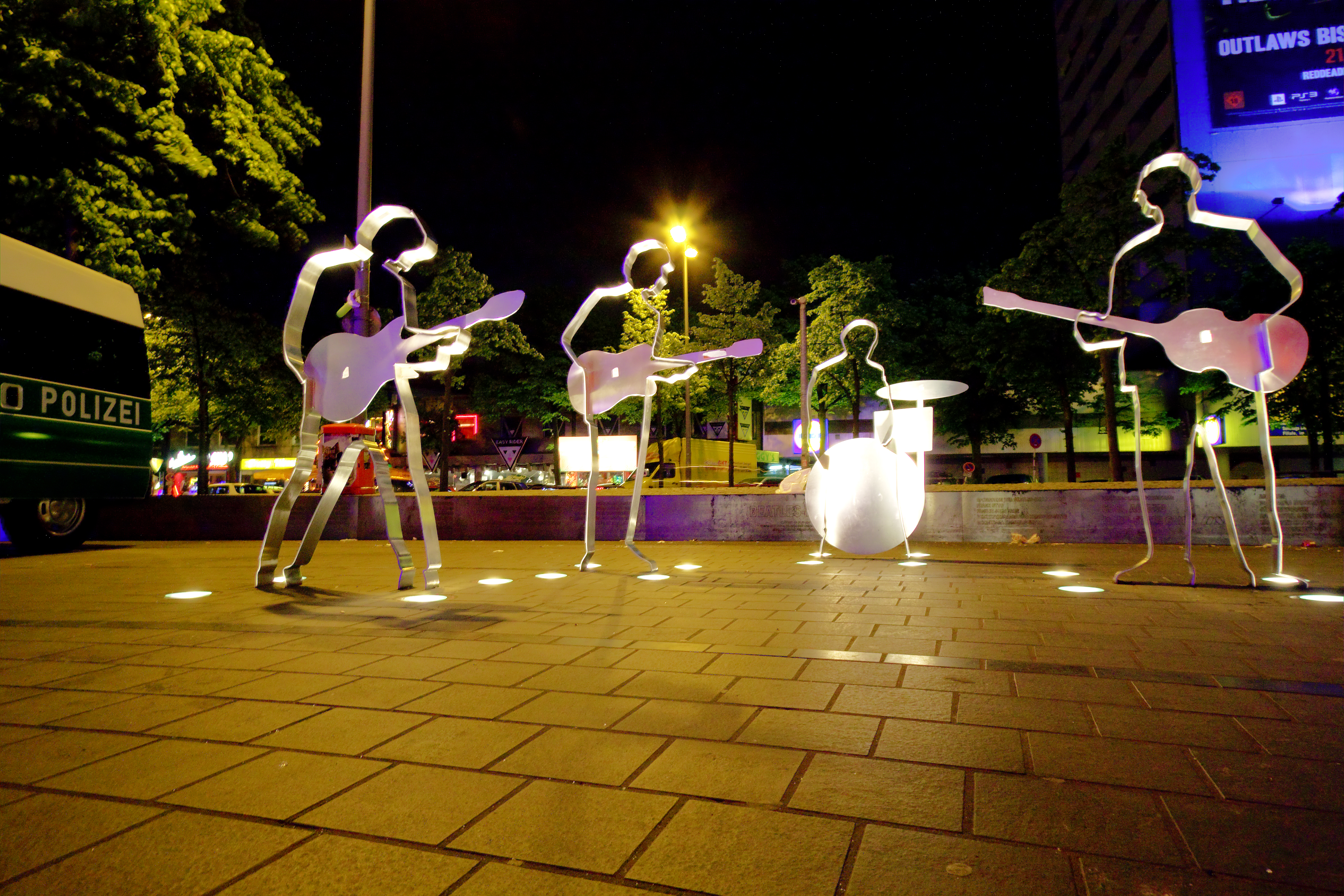
Beatles-Platz
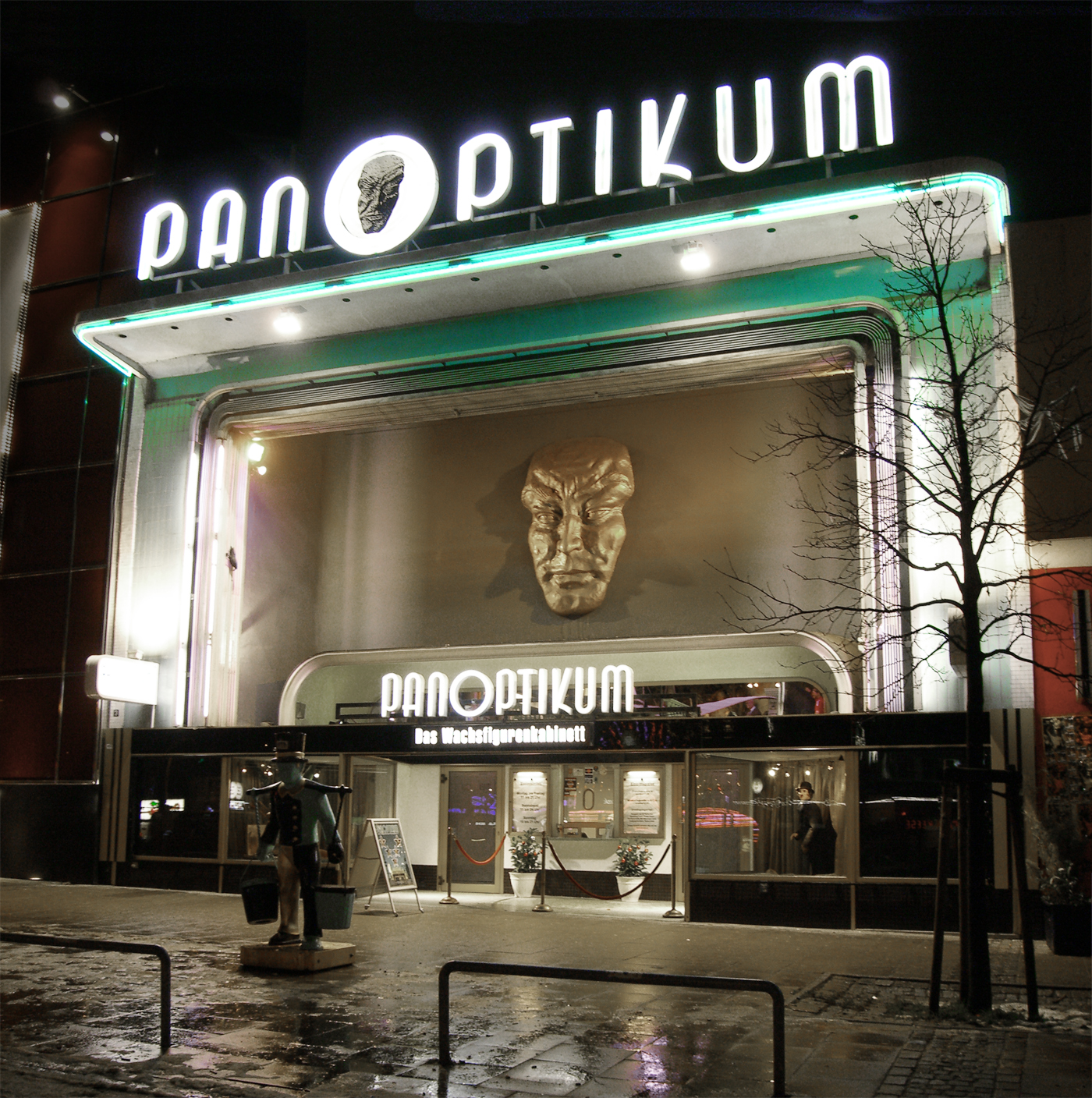
Kända vaxkabinettet Panoptikum
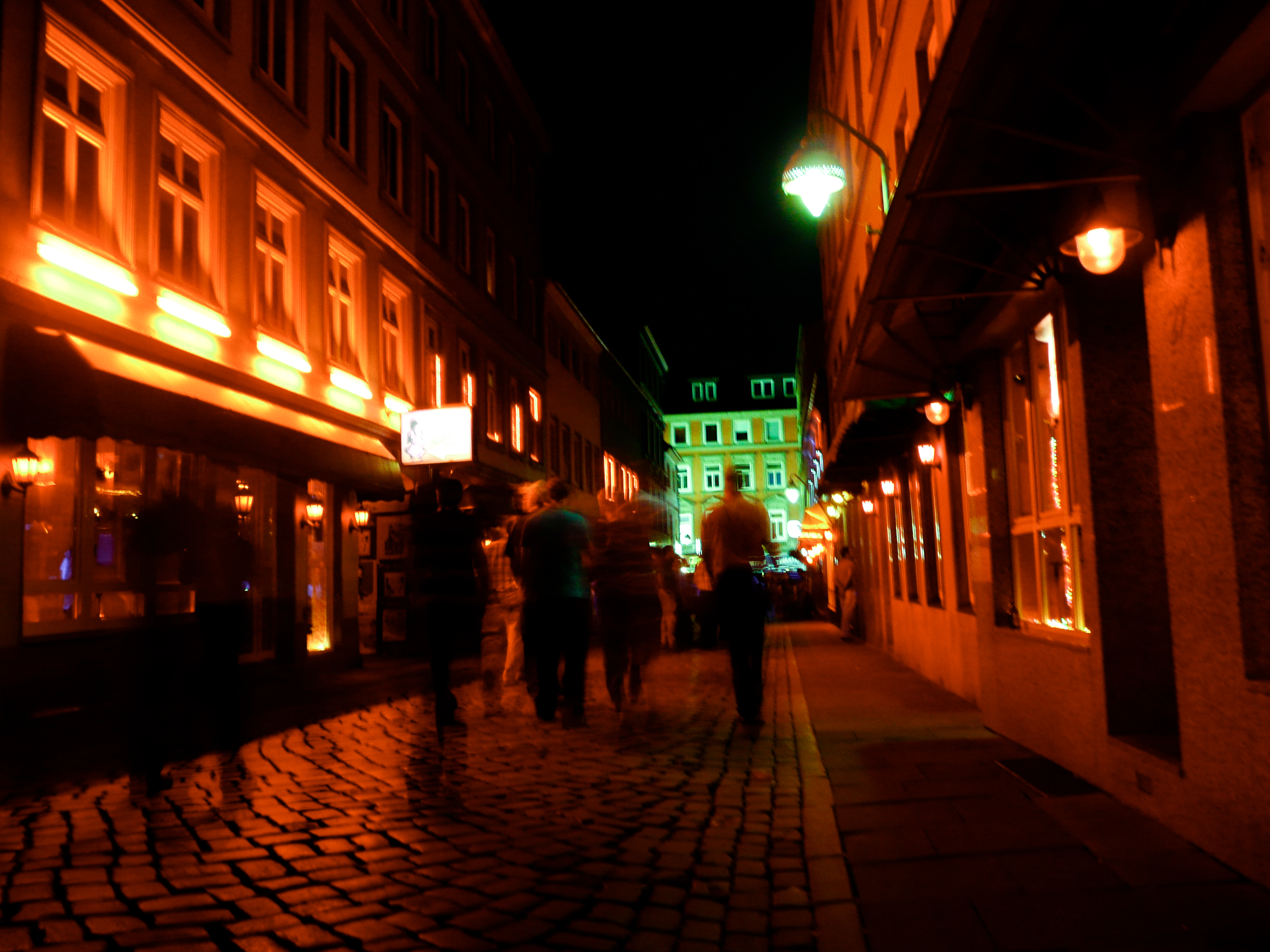
Red-light-district vid Herbertstrasse
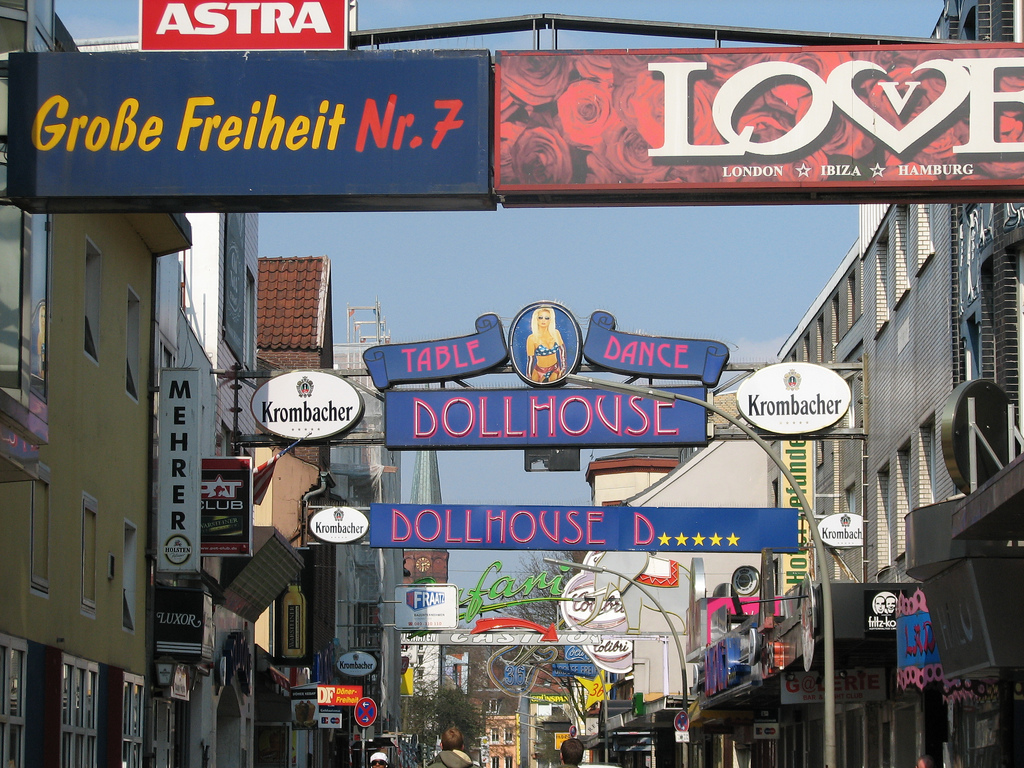
Grosse Freiheit och andra klubbar
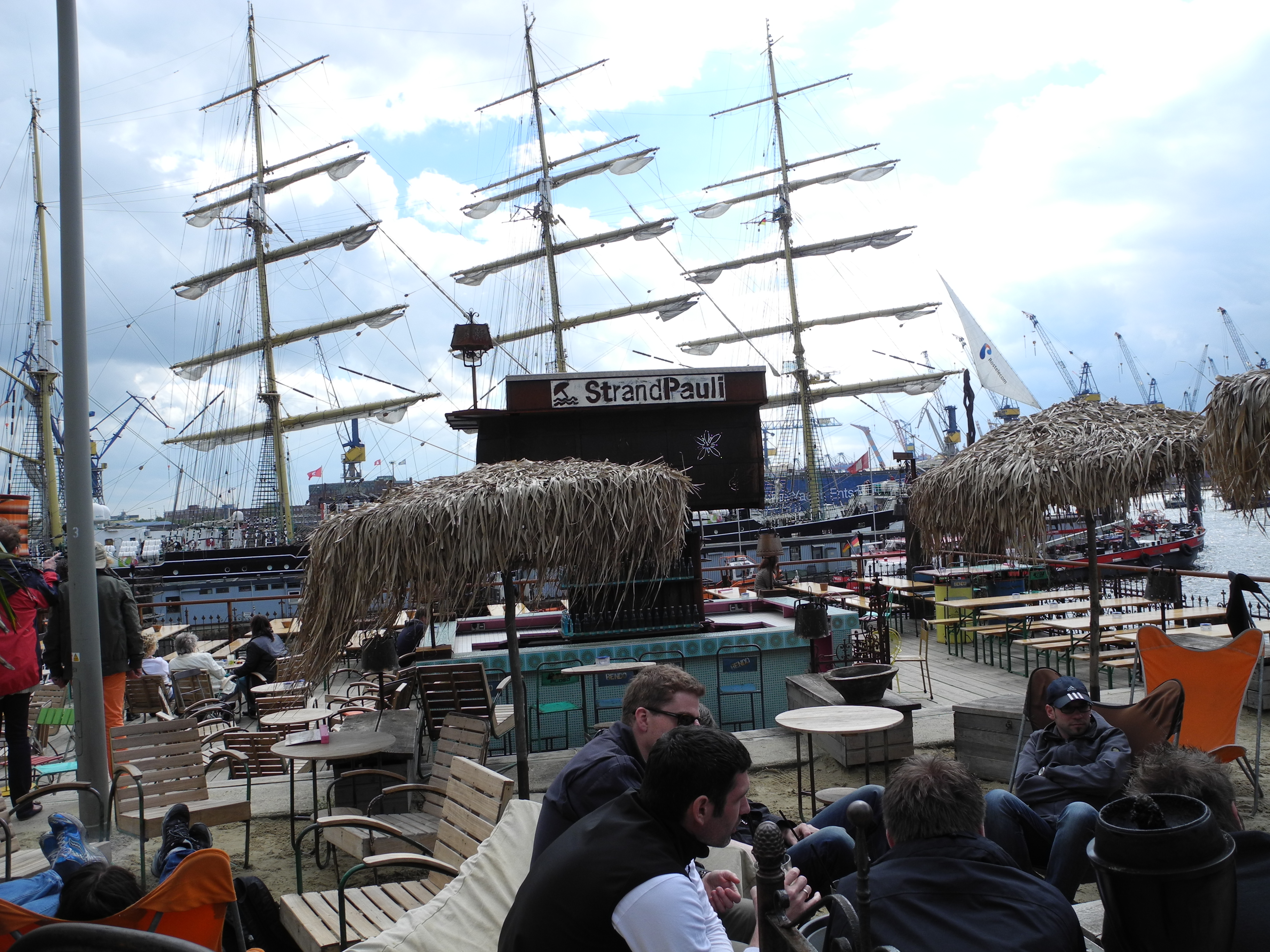
Strand Pauli
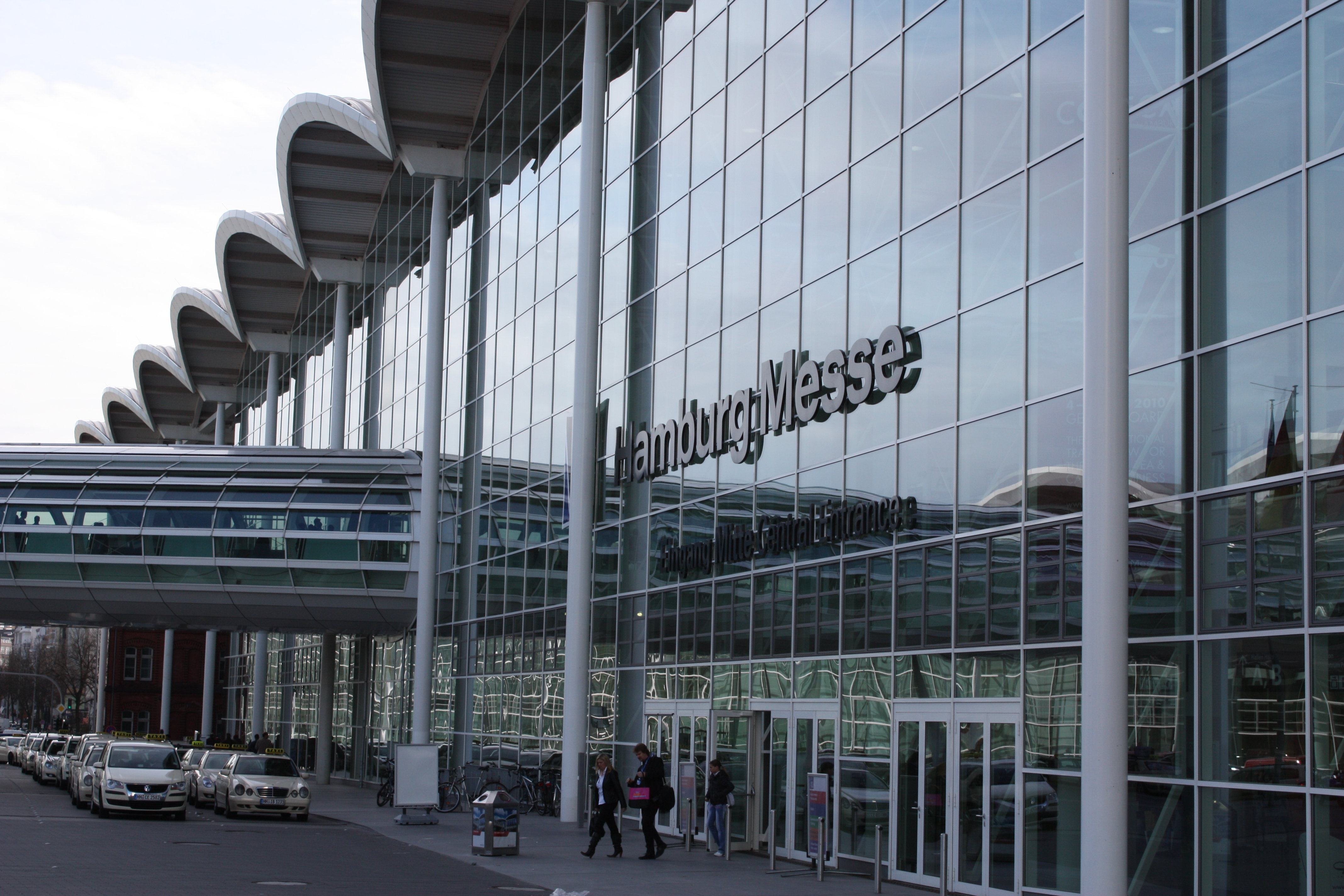
Hamburg Messe
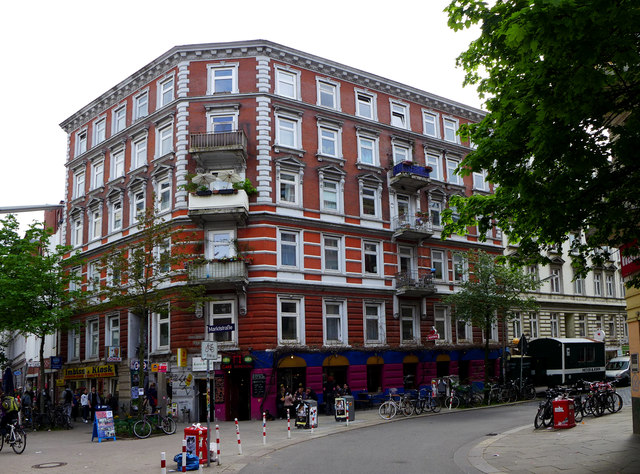
Alternativa kvarter vid Karolinenviertel
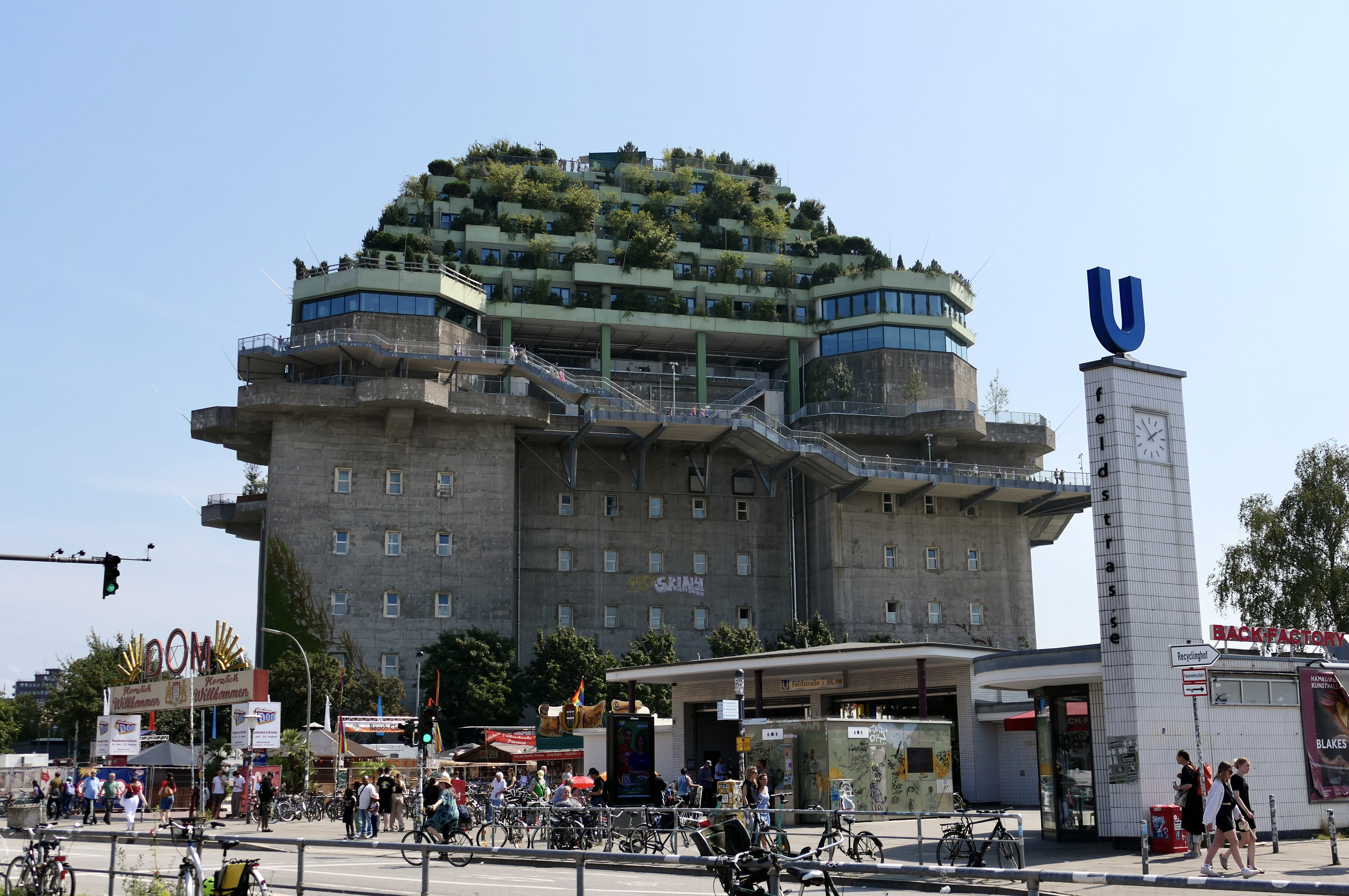
Eventhuset Bunker St. Pauli